# سفارة ألمانيا في سويسرا
سفارة ألمانيا في سويسرا هي أرفع تمثيل دبلوماسي لدولة ألمانيا لدى سويسرا. تقع السفارة في برن وهي تهدف لتعزيز المصالح الألمانية في سويسرا.

## وصلات خارجية
- الموقع الرسمي
- قائمة سفارات ألمانيا
- قائمة السفارات في سويسرا